# Nieder-Ohmen
Nieder-Ohmen ist nach Einwohnern der größte Ortsteil der Gemeinde Mücke im mittelhessischen Vogelsbergkreis.

## Geographische Lage
Der Ortskern von Nieder-Ohmen liegt in einer Flussschleife mit Straßenübergängen am rechten östlichen Ufer der Ohm, deren Tal den Vorderen Vogelsberg nach Osten abschließt. Die Gemarkung umfasst 1651 Hektar, von denen 703 Hektar bewaldet sind (Stand: 1961). Landwirtschaftlich genutzt sind die Fluren rings um die Ortslage, während die Waldgebiete vornehmlich am westlichen, nördlichen und östlichen Rand der Gemarkung zu finden sind. Ein Waldstück von rund 65 Hektar Fläche im Norden der Gemarkung nennt sich Windhain und hat einer Gehöftgruppe westlich davon und einem südwestlich vorgelagerten Wohn- und Wochenendgebiet den Namen gegeben. Ein Waldgebiet im Westen der Gemarkung trägt den Namen Eisenkaute und ist gekennzeichnet durch inzwischen bewaldete Abraumhalden der früheren Eisengrube Albert.
Der niedrigste Punkt der Gemarkung liegt an der Nordgrenze bei etwa 233 m in der Ohmniederung. Die höchste Erhebung liegt bewaldet an der Südostgrenze auf 343,6 m im Walddistrikt Alter Zwilling.

## Geschichte

### Historische Namensformen
Historische Formen des Ortsnamens:
- ca. 750 bis 779: Amana, super ripam fluminis[4]
- 9. Jahrhundert: Amana"[5]
- 1008: in loco Amena[6]
- 1308: inferiori Amena[7]
- 1334: inferioris Amene[8]
- 1336: Nedern Amene[9]
- 1457: Kirchhomen:[10]

### Ortsgeschichte
Die älteste schriftliche Erwähnung erfolgte in den Jahren zwischen 750 und 779 als Amana im Codex Eberhardi.: „super ripam fluminis Amana in pago Logenecgewe“ (oberhald des Ufers des Flusses Amena im Lahngau). Damit lässt sich der spätere Ortsname auf einen Gewässernamen zurückführen, den kleinen Fluss Amana, der heute Ohm genannt wird.
Im 9. Jahrhundert heißt es im Urkundenbuch der Reichsabtei Hersfeld: „In pago Laganinse: ... in Lundorf et in Amana“ (Im Lahngau in Londorf und in Ohmen.).
Die Erwähnung im Jahre 1008 weist den Ort als Reichsgut des späteren Kaisers (seit 1014) Heinrichs II. aus: „omne predium, quod quod habuimus in loco Amena“ (allen Besitz, den wir haben im Ort, den man Ohmen nennt).
Erst 1241 bzw. 1308 findet eine Differenzierung zwischen Ober- und Nieder-Ohmen statt. Die erste Erwähnung des Dorfes Ober-Ohmen erfolgte 1241 als sita in superiori Amene (gelegen in Ober-Ohmen) im Urkundenbuch des Klosters Arnsburg. 1308 lautet es in einer Urkunde: „sita in inferiori Amena“ (gelegen in Nieder-Ohmen). 1457 wird bezüglich des Kirchsatzes zu „Obernhohmen“ und „Kirchhomen“ (Nieder-Ohmen) unterschieden.
Bei der ersten Erwähnung handelt es sich mit Sicherheit um ein Gewässer, während bei den späteren Erwähnungen nicht gesagt werden kann, ob es sich um Ober- oder Nieder-Ohmen handelt. 
In einem Salbuch findet sich 1589 der Ortsname Windhausen, der wird in der Namensforschung als „dem Wind ausgesetzte Siedlung“ erklärt. Er besitzt das gleiche Bestimmungswort wie der Hof Windheim, welcher nordwestlich von Nieder-Ohmen „auf einem waldfreien Rücken“ liegt: „von Deckenbach hinter dem Windhain hinauf an die Landstraß, die nach Grunbergk geht.“
Die Statistisch-topographisch-historische Beschreibung des Großherzogthums Hessen berichtet 1830 über Nieder-Ohmen:

„Niederohmen (L. Bez. Grünberg) evangel. Pfarrdorf; liegt an der Ohm, 2 St. von Grünberg, hat 171 Häuser und 1052 Einwohner, die außer 2 Katholiken und 52 Juden evangelisch sind, sodann 1 Kirche, 1 Rathhaus, 4 Backhäuser, 1 Papiermühle und 3 Höfe, Königssaasen, Obergrubenbach und Windhain. – Der Ort kommt 1008 unter dem Namen Amena in Pago Oberen Logenahe in Comitatu Gisonis vor und bildete mit andern Orten ein eigenes Gericht, an welchem das Stift von St. Stephan zu Mainz Theil hatte, und von welchem Landgraf Heinrich II., 1370 bekennt, daß er diesen Theil des Gerichts zu Niedern Amen, und die dazu gehörigen Dörfer und Wüstungen, mit Namen Atzinhayne (Atzenhain), Lumme (Groß- oder Kleinlumda), Bernsfelde (Bernsfeld), Koningesassin (Königssaasen), Schonenborn, Pherdesbach, Rensbach und Wadenhusen, von dem Stifte zu Lehen trage. Die Kirche zu Niederohmen ist wohl die älteste dieser Gegend. Sie gehörte zur Probstei von St. Stephan zu Mainz, wurde aber 1212 dem Convent überlassen, und umfaßte sämmtliche genannte Orte, nebst Merlau und Wettsaasen in ihrem Kirchengebiet.“

Hessische Gebietsreform (1970–1977)
Zum 31. Dezember 1971 fusionierten Nieder-Ohmen und Ober-Ohmen mit der Gemeinde Mücke zur neuen Großgemeinde Mücke.
Für Nieder-Ohmen wurde, wie für die übrigen Ortsteile von Mücke, ein Ortsbezirk gebildet.

### Verwaltungsgeschichte im Überblick
Die folgende Liste zeigt die Staaten und Verwaltungseinheiten, denen Nieder-Ohmen angehört(e):
- vor 1567: Heiliges Römisches Reich, Landgrafschaft Hessen, Gericht Nieder-Ohmen
- ab 1567: Heiliges Römisches Reich, Landgrafschaft Hessen-Marburg, Amt Grünberg, Gericht Nieder-Ohmen[24]
- 1604–1648: Heiliges Römisches Reich, strittig zwischen Landgrafschaft Hessen-Darmstadt und Landgrafschaft Hessen-Kassel (Hessenkrieg)
- ab 1604: Heiliges Römisches Reich, Landgrafschaft Hessen-Darmstadt, Oberfürstentum Hessen,, Amt Grünberg,[25] Gericht Nieder-Ohmen
- ab 1806: Großherzogtum Hessen,[Anm. 2] Fürstentum Oberhessen, Amt Grünberg[26][27]
- ab 1815: Großherzogtum Hessen[Anm. 3], Provinz Oberhessen, Amt Grünberg[28]
- ab 1821: Großherzogtum Hessen, Provinz Oberhessen, Landratsbezirk Grünberg[29][Anm. 4]
- ab 1832: Großherzogtum Hessen, Provinz Oberhessen, Kreis Grünberg
- ab 1848: Großherzogtum Hessen, Regierungsbezirk Gießen
- ab 1852: Großherzogtum Hessen, Provinz Oberhessen, Kreis Grünberg
- ab 1867: Norddeutscher Bund[Anm. 5], Großherzogtum Hessen, Provinz Oberhessen, Kreis Grünberg
- ab 1871: Deutsches Reich, Großherzogtum Hessen, Provinz Oberhessen, Kreis Grünberg
- ab 1874: Deutsches Reich, Großherzogtum Hessen, Provinz Oberhessen, Kreis Alsfeld
- ab 1918: Deutsches Reich (Weimarer Republik), Volksstaat Hessen, Provinz Oberhessen, Landkreis Alsfeld
- ab 1938: Deutsches Reich, Landkreis Alsfeld[30][Anm. 6]
- ab 1945: Amerikanische Besatzungszone,[Anm. 7] Groß-Hessen, Regierungsbezirk Darmstadt, Landkreis Alsfeld
- ab 1946: Amerikanische Besatzungszone, Land Hessen, Regierungsbezirk Darmstadt, Landkreis Alsfeld
- ab 1949: Bundesrepublik Deutschland, Land Hessen, Regierungsbezirk Darmstadt, Landkreis Alsfeld
- ab 1972: Bundesrepublik Deutschland, Land Hessen, Regierungsbezirk Darmstadt, Vogelsbergkreis, Gemeinde Mücke[Anm. 8]
- ab 1981: Bundesrepublik Deutschland, Land Hessen, Regierungsbezirk Gießen, Vogelsbergkreis, Gemeinde Mücke

### Recht

#### Materielles Recht
In Nieder-Ohmen galt der Stadt- und Amtsbrauch von Grünberg als Partikularrecht. Das Gemeine Recht galt nur, soweit der Amtsbrauch keine Bestimmungen enthielt. Dieses Sonderrecht alten Herkommens behielt seine Geltung auch während der Zugehörigkeit zum Großherzogtum Hessen im 19. Jahrhundert, bis es zum 1. Januar 1900 von dem einheitlich im ganzen Deutschen Reich geltenden Bürgerlichen Gesetzbuch abgelöst wurde.

#### Gerichtsverfassung seit 1803
In der Landgrafschaft Hessen-Darmstadt wurde mit Ausführungsverordnung vom 9. Dezember 1803 das Gerichtswesen neu organisiert. Für die Provinz Oberhessen wurde das Hofgericht Gießen als Gericht der zweiten Instanz eingerichtet. Die Rechtsprechung der ersten Instanz wurde durch die Ämter bzw. Standesherren vorgenommen und somit war für Nieder-Ohmen das „Amt Grünberg“ zuständig. Das Hofgericht war für normale bürgerliche Streitsachen Gericht der zweiten Instanz, für standesherrliche Familienrechtssachen und Kriminalfälle die erste Instanz. Übergeordnet war das Oberappellationsgericht Darmstadt.
Mit der Gründung des Großherzogtums Hessen 1806 wurde diese Funktion beibehalten, während die Aufgaben der ersten Instanz 1821 im Rahmen der Trennung von Rechtsprechung und Verwaltung auf die neu geschaffenen Landgerichte übergingen. „Landgericht Grünberg“ war daher von 1821 bis 1879 die Bezeichnung für das erstinstanzliche Gericht, das für Nieder-Ohmen zuständig war.
Anlässlich der Einführung des Gerichtsverfassungsgesetzes mit Wirkung vom 1. Oktober 1879, infolge derer die bisherigen großherzoglich hessischen Landgerichte durch Amtsgerichte an gleicher Stelle ersetzt wurden, während die neu geschaffenen Landgerichte nun als Obergerichte fungierten, kam es zur Umbenennung in „Amtsgericht Grünberg“ und Zuteilung zum Bezirk des Landgerichts Gießen. Am 1. Juli 1968 erfolgte die Auflösung des Amtsgerichts Grünberg, Nieder-Ohmen wurde dem Amtsgericht Alsfeld zugelegt. In der Bundesrepublik Deutschland sind die übergeordneten Instanzen das Landgericht Gießen, das Oberlandesgericht Frankfurt am Main sowie der Bundesgerichtshof als letzte Instanz.

## Bevölkerung

### Einwohnerentwicklung
| • 1791: | 0742 Einwohner                       |
| • 1800: | 0773 Einwohner                       |
| • 1806: | 0828 Einwohner, 145 Häuser           |
| • 1829: | 1052 Einwohner, 171 Häuser           |
| • 1867: | 1029 Einwohner, 180 bewohnte Gebäude |
| • 1875: | 1114 Einwohner, 181 bewohnte Gebäude |

| Nieder-Ohmen: Einwohnerzahlen von 1791 bis 2022 | Nieder-Ohmen: Einwohnerzahlen von 1791 bis 2022 | Nieder-Ohmen: Einwohnerzahlen von 1791 bis 2022 | Nieder-Ohmen: Einwohnerzahlen von 1791 bis 2022 | Nieder-Ohmen: Einwohnerzahlen von 1791 bis 2022 |
| --- | ----------------------------------------------- | ----------------------------------------------- | ----------------------------------------------- | ----------------------------------------------- |
| Jahr |                                                 |                                                 |                                                 | Einwohner                                       |
| 1791 | 1791                                            |                                                 | 742                                             | 742                                             |
| 1800 | 1800                                            |                                                 | 828                                             | 828                                             |
| 1806 | 1806                                            |                                                 | 828                                             | 828                                             |
| 1829 | 1829                                            |                                                 | 1.052                                           | 1.052                                           |
| 1834 | 1834                                            |                                                 | 1.073                                           | 1.073                                           |
| 1840 | 1840                                            |                                                 | 1.116                                           | 1.116                                           |
| 1846 | 1846                                            |                                                 | 1.258                                           | 1.258                                           |
| 1852 | 1852                                            |                                                 | 1.401                                           | 1.401                                           |
| 1858 | 1858                                            |                                                 | 1.188                                           | 1.188                                           |
| 1864 | 1864                                            |                                                 | 1.077                                           | 1.077                                           |
| 1871 | 1871                                            |                                                 | 1.094                                           | 1.094                                           |
| 1875 | 1875                                            |                                                 | 1.114                                           | 1.114                                           |
| 1885 | 1885                                            |                                                 | 1.083                                           | 1.083                                           |
| 1895 | 1895                                            |                                                 | 1.089                                           | 1.089                                           |
| 1905 | 1905                                            |                                                 | 1.214                                           | 1.214                                           |
| 1910 | 1910                                            |                                                 | 1.221                                           | 1.221                                           |
| 1925 | 1925                                            |                                                 | 1.311                                           | 1.311                                           |
| 1939 | 1939                                            |                                                 | 1.365                                           | 1.365                                           |
| 1946 | 1946                                            |                                                 | 1.874                                           | 1.874                                           |
| 1950 | 1950                                            |                                                 | 1.897                                           | 1.897                                           |
| 1956 | 1956                                            |                                                 | 1.747                                           | 1.747                                           |
| 1961 | 1961                                            |                                                 | 1.792                                           | 1.792                                           |
| 1967 | 1967                                            |                                                 | 1.894                                           | 1.894                                           |
| 1970 | 1970                                            |                                                 | 1.922                                           | 1.922                                           |
| 1980 | 1980                                            |                                                 | ?                                               | ?                                               |
| 1990 | 1990                                            |                                                 | ?                                               | ?                                               |
| 2000 | 2000                                            |                                                 | ?                                               | ?                                               |
| 2011 | 2011                                            |                                                 | 2.367                                           | 2.367                                           |
| 2015 | 2015                                            |                                                 | 2.445                                           | 2.445                                           |
| 2022 | 2022                                            |                                                 | 2.596                                           | 2.596                                           |
| Datenquelle: Historisches Gemeindeverzeichnis für Hessen: Die Bevölkerung der Gemeinden 1834 bis 1967. Wiesbaden: Hessisches Statistisches Landesamt, 1968. Weitere Quellen: LAGIS; Gemeinde Mücke; Zensus 2011 |                                                 |                                                 |                                                 |                                                 |

### Einwohnerstruktur 2011
Nach den Erhebungen des Zensus 2011 lebten am Stichtag dem 9. Mai 2011 in Nieder-Ohmen 2367 Einwohner. Darunter waren 36 (1,5 %) Ausländer. Nach dem Lebensalter waren 411 Einwohner unter 18 Jahren, 930 zwischen 18 und 49, 279 zwischen 50 und 64 und 237 Einwohner waren älter. Die Einwohner lebten in 990 Haushalten. Davon waren 234 Singlehaushalte, 330 Paare ohne Kinder und 306 Paare mit Kindern, sowie 102 Alleinerziehende und 18 Wohngemeinschaften. In 195 Haushalten lebten ausschließlich Senioren und in 666 Haushaltungen lebten keine Senioren.

## Religion

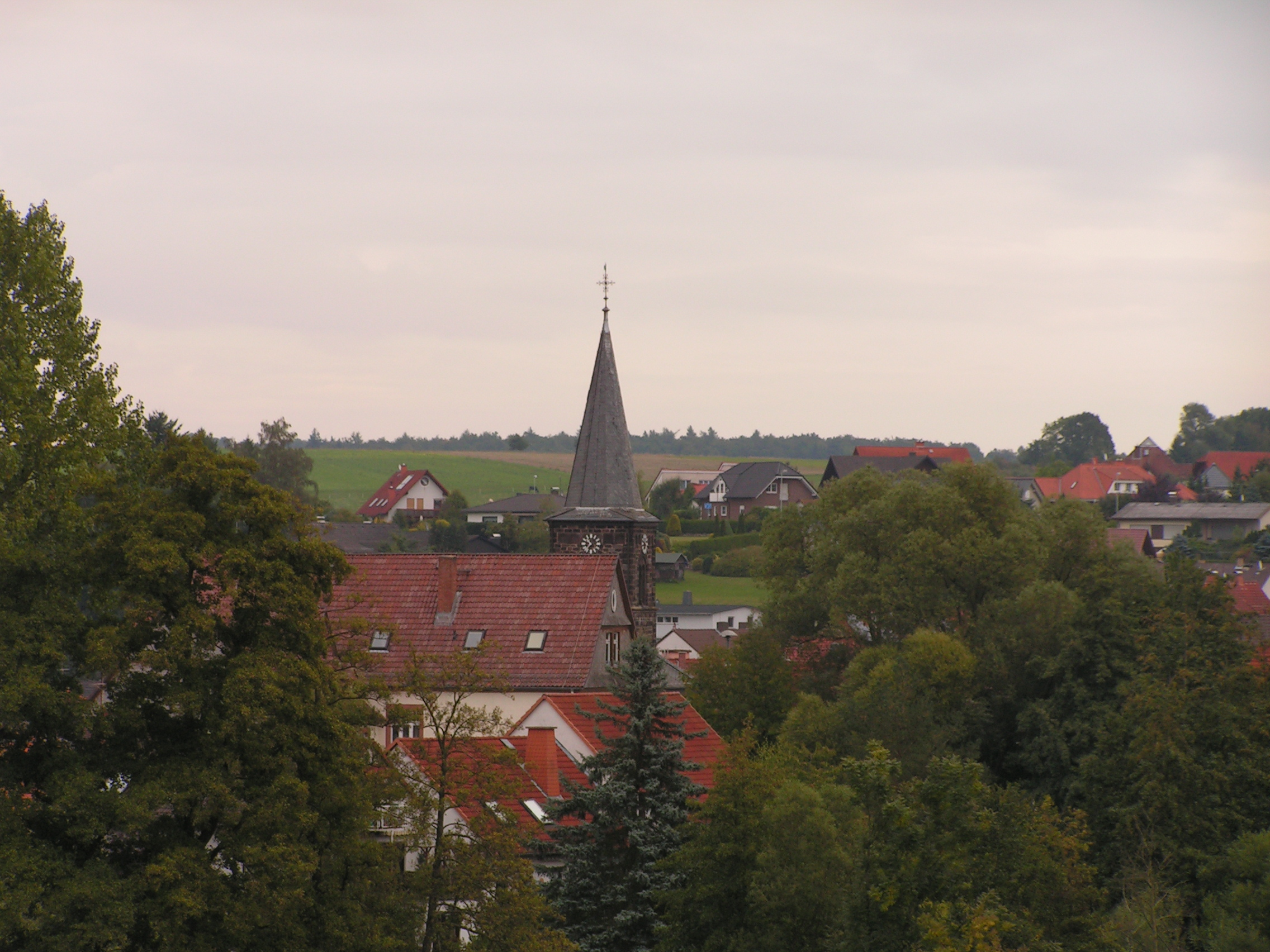
Blick auf die Grundschule und den Kirchturm

Historische Religionszugehörigkeit
| • 1829: | 998 evangelische (= 94,87 %), 52 jüdische (= 4,94 %), zwei katholische (= 0,19 %) Einwohner |
| • 1961: | 1545 evangelische (= 86,22 %), 220 (= 12,28 %) römisch-katholische Einwohner                |

### Evangelische Kirche
Eine Ortskirche in Kirche in Nieder-Ohmen ist für das Jahr 1314 belegbar. 1866 musste die Kirche wegen Einsturzgefahr geschlossen und kurz darauf abgerissen werden. Am 9. Juli 1886 kam es zur Grundsteinlegung der neuen Kirche. Der Einweihungsgottesdienst fand am 18. Oktober 1887 statt.

### Jüdische Gemeinde
Siehe auch: Jüdischer Friedhof (Nieder-Ohmen)
Im 16. bis 18. Jahrhundert etablierte sich eine kleine jüdische Gemeinde in Nieder-Ohmen. Die Synagoge befand sich Elpenröderstraße 34–35/Im Eck 3–5. Nach 1933 ist ein Teil der jüdischen Gemeindeglieder (1933: 69 Personen) auf Grund der zunehmenden Entrechtung und der Repressalien weggezogen beziehungsweise ausgewandert. Bereits 1935 (drei Jahre vor der sogenannten Reichspogromnacht) wurde die Synagoge geschändet.
Von den in Nieder-Ohmen wohnhaften jüdischen Bürgern sind viele in der Zeit des Nationalsozialismus ermordet worden.

## Politik

### Ortsbeirat
Für Nieder-Ohmen besteht ein Ortsbezirk (Gebiete der ehemaligen Gemeinde Nieder-Ohmen) mit Ortsbeirat und Ortsvorsteher nach der Hessischen Gemeindeordnung.
Der Ortsbeirat besteht aus neun Mitgliedern. Bei den Kommunalwahlen in Hessen 2021 betrug die Wahlbeteiligung zum Ortsbeirat 53,76 %. Dabei wurden gewählt: zwei Mitglieder der SPD und sieben Mitglieder der „Bürgerliste Nieder-Ohmen“ (BLNO). Der Ortsbeirat wählte Jörg Matthias (BLNO) zum Ortsvorsteher.

### Wappen
Blasonierung: „Auf einem in den Farben rot und weiß quergeteilten Schild in der oberen, roten Hälfte den goldenen halben Reichsadler mit dem Königskopf und auf der unteren, weißen Hälfte ein blaues Wellenband.“
Das Wappen der damaligen Gemeinde am 24. August 1956 vom Hessischen Innenminister genehmigt, gestaltet wurde es von dem Bad Nauheimer Heraldiker Heinz Ritt.
Der Adler mit Königskopf stammt aus dem Wappen der Herren von Mörlau, welche über den Ort regierten. Er taucht auch im Wappen der Gemeinde Mücke wieder auf. Das Wellenband symbolisiert redend die namensgebende Ohm.

## Sehenswürdigkeiten
Im 1555 erbauten Fachwerk-Rathaus ist ein Heimatmuseum untergebracht. Am nördlichen Ortsrand wurde das Fundament eines Rundturmes aus dem 10. Jahrhundert freigelegt, die so genannte Burgschoan (Burgschall). Die Burg Nieder-Ohmen wurde vermutlich zur Kontrolle einer alten Handelsstraße errichtet und steht auf einer kleinen Insel von der Ohm umschlossen. Der Durchmesser des Turms beträgt ca. 13 m mit einer Wandstärke von 3 m.

## Infrastruktur
Der Bahnhof Nieder-Ohmen ist ein Haltepunkt der Bahnstrecke Gießen–Fulda. Die Autobahnanschlussstelle bei Atzenhain, Homberg/Ohm liegt verkehrsgünstig 2 km entfernt.
Im Ort befinden sich außerdem eine Gesamtschule ohne Oberstufe, eine Sozialstation mit ausgebildetem Fachpersonal und ein Dorfgemeinschaftshaus.
Auf dem Kratzberg betreibt die Luftsportgruppe Mücke e. V. einen Modellflugplatz für Segel- und Motorflugzeuge.

## Trivia
Nieder-Ohmen ist Hauptschauplatz der als Jugendbuch erschienenen Novelle Adam Kopatz des Gießener Schriftstellers Florian Michnacs. Die Novelle berichtet das Erwachsenwerden des Helden ab dem Ende der 1980er Jahre und greift das reale Problem vieler Bauernfamilien auf, dass das erwachsene Kind den Hof der Eltern nicht weiterführen will.

## Persönlichkeiten
- Johann Peter Becker (* 3. Juni 1804 in Nieder-Ohmen; † 26. Februar 1884 in Gießen), war ein ehemaliger Abgeordneter der 2. Kammer der Landstände des Großherzogtums Hessen.
- Hilda Stern Cohen (* 1. Januar 1924 in Nieder Ohmen; † 5. August 1997 in Baltimore, USA), war eine jüdische Holocaust-Überlebende und Autorin verschiedener Gedichte mit Entstehungszeit zwischen 1932 und 1949.[45]
- Christoph Gerhard (* 18. Juni 1977 in Lich) ist ein deutscher Ingenieur, Hochschullehrer und Autor und wuchs in Nieder-Ohmen auf.
- Harald Lesch (* 28. Juli 1960 in Gießen) ist ein deutscher Physiker, Astronom, Naturphilosoph, Autor, Wissenschaftsjournalist, Fernsehmoderator und Professor für Physik sowie für Naturphilosophie und wuchs in Nieder-Ohmen auf.
- Tobias Reitz (* 4. Oktober 1979 in Marburg) ist ein deutscher Liedtexter und wuchs in Nieder-Ohmen auf.
- Stephan Weidner (* 29. Mai 1963 in Alsfeld) ist ein deutscher Musiker (Böhse Onkelz) und lebte einige Jahre in Nieder-Ohmen.